# Cenotafio de Singapur
El Cenotafio de Singapur o simplemente el Cenotafio (en chino: 战亡纪念碑; en inglés: The Cenotaph) es un monumento conmemorativo de guerra ubicado dentro del Parque Esplanade en Connaught Drive, en el Área Central, en el distrito central de negocios de la ciudad estado de Singapur. El cenotafio fue construido en memoria de los 124 soldados británicos nacidos o residentes en Singapur que dieron sus vidas en la Primera Guerra Mundial (1914-1918), con una segunda parte (pero sin nombres) que se agregó en el recuerdo de los que murieron en la Segunda Guerra Mundial (1941-1945). La estructura fue diseñada por Denis Santry de Swan y Maclaren.